# José Antonio Calderón Cardoso
José Antonio Calderón Cardoso (Ciudad de México, 14 de septiembre de 1968) es un político y abogado mexicano, reconocido por su asociación con el Partido Alianza Social. Entre 2000 y 2003 ofició como diputado por la LVIII Legislatura en representación del Distrito Federal. También se desempeñó como presidente de su partido entre 1999 y 2001.

## Carrera
En 1994, Calderón obtuvo una Licenciatura en Derecho de la Universidad Autónoma de México. Se vinculó activamente al Partido Alianza Social en la década de 1990, oficiando como presidente del mismo entre 1999 y 2001. El 1 de septiembre del año 2000 tomó protesta como diputado en representación del Distrito Federal por la LVIII Legislatura del Congreso de la Unión de México, ocupando su cargo hasta 2003.